# Michel Sabbah
Michel Sabbah (en árabe: ميشيل صباح‎; nacido el 19 de marzo de 1933 en Nazaret, Mandato británico de Palestina) fue el Arzobispo y Patriarca Latino de Jerusalén entre 1987 y 2008, convirtiéndose en el primero no nacido en Italia en más de cinco siglos.

## Biografía

### Primeros años y formación
Michel nació el 19 de marzo de 1933 en la ciudad de Nazaret, que por aquel entonces se encontraba en el Mandato británico de Palestina. Su padre se llamaba As’ad Sabbah y su madre Ghandourah Abu Nassar. 
Fue a la escuela primaria del Colegio de los Hermanos de las Escuelas Cristianas de su ciudad natal. A los diez años comenzó su carrera eclesiástica al ingresar en el seminario menor patriarcal de Beit Jala.
Comenzó sus estudios sacerdotales de filosofía y teología en el Seminario del Patriarcado Latino de Beit Jala en octubre de 1948.
En agosto de 1955, comenzó a cursar estudios de lengua árabe y literatura en la Universidad de San José en Beirut.
En 1970 había comenzado sus estudios doctorales de filología árabe en Beirut, y en 1971 defendió su tesis doctoral en la Universidad de la Sorbona.

### Sacerdocio
Fue ordenado sacerdote por el Patriarca Latino de Jerusalén, Alberto Gori, el 28 de junio de 1955.  En 1965 se convirtió en el director de escuelas del Patriarcado Latino. Trabajó en dicho puesto hasta la guerra de los Seis Días de 1967. Se trasladó entonces a Yibuti para enseñar árabe y estudios islámicos hasta 1975.
En 1980 fue nombrado presidente  de la Universidad de Belén, cargo que ocupó hasta 1988. En este periodo fue nombrado canónigo de la Iglesia del Santo Sepulcro en Jerusalén en 1985,

## Patriarcado
El 11 de diciembre de 1987, el Papa Juan Pablo II le nombró Patriarca Latino de Jerusalén, lo que le convirtió en el primer palestino en dicho cargo en siglos. El 6 de enero de 1988, Juan Pablo II lo consagró como tal.
De 1999 a 2007, Sabbah fue el presidente Internacional de Pax Christi, una organización católica que promueve la paz. 
Ha hablado frecuentemente en apoyo de los derechos del pueblo palestino, de la solución de dos Estados y del derecho de retorno de los refugiados palestinos. Ha criticado el muro de separación israelí y ha pedido el fin de la ocupación israelí de la Franja de Gaza y Cisjordania, incluido Jerusalén Este. En diciembre de 2001, fuerzas israelíes detuvieron y registraron el vehículo de Sabbah, con matrícula diplomática, con el que se dirigía hacia Belén. En abril de 2002, en plena Segunda Intifada, docenas de palestinos se refugiaron en la Basílica de la Natividad cuando las tropas israelíes volvieron a ocupar la ciudad de Belén; cuando Israel puso bajo sitio la Basílica, él declaró que los palestinos que habían entrado dentro habían abandonado las armas y, por lo tanto, quedaban sujetos al derecho de refugiados dentro del edificio. Poco después, en mayo de 2002, declaró que "la raíz del mal [en Oriente Próximo] es la ocupación israelí de los territorios palestinos", por lo que "mientras la raíz del mal siga ahí, la violencia persistirá". En 2006, fue uno de los firmantes de la Declaración de Jerusalén sobre Sionismo Cristiano, que repudia el sionismo cristiano por ser inconsistente con las enseñanzas cristianas. En diciembre de 2006 fue nombrado Gran Oficial de la Legión de Honor de la República Francesa.

### Renuncia
Renunció como Patriarca el 19 de marzo de 2008 al alcanzar los 75 años, la edad de jubilación. Actualmente, ocupa el cargo de Gran Prior de la Orden del Santo Sepulcro de Jerusalén, una de las órdenes de caballería fundadas en 1099.
El 11 de diciembre de 2009, participó con otros importantes líderes cristianos palestinos en la publicación del Documento Kairos Palestine contra la ocupación israelí.
En 2018, en el 70.º aniversario de la Nakba palestina, criticó la decisión de Donald Trump de trasladar la embajada de los Estados Unidos de Tel Aviv a Jerusalén, declarando que Palestina "no pertenece al señor Trump sino a su pueblo, y nosotros somos su pueblo, nosotros somos Jerusalén".